# آزولو
آزولو (به ایتالیایی: Asolo) یک کومونه در ایتالیا است که در استان ترویزو واقع شده‌است.

## خصوصیات
آزولو ۲۵٫۳۷ کیلومترمربع مساحت و ۹٬۱۱۶ نفر جمعیت دارد و ۲۱۰ متر بالاتر از سطح دریا واقع شده‌است.